# Anne Teresa De Keersmaeker
Anne Teresa De Keersmaeker (ur. 1960 r. w Mechelen) – belgijska tancerka i choreografka tańca współczesnego. Założycielka żeńskiego zespołu tanecznego Rosas.

## Życiorys
Pochodząca z rolniczej rodziny Anne Teresa zainspirowana spektaklem w reżyserii Maurice Béjarta w wykonaniu jego zespołu Balet XX Wieku, postanawia rozpocząć naukę tańca. Zapisała się do szkoły założonej przez słynnego choreografa. W 1982 r. po ukończeniu nauki tańca w szkole Maurice Béjart Mudra w Brukseli oraz Wydziału Tańca na Tisch School of the Arts w Nowym Jorku zrealizowała swój pierwszy spektakl Fase, four movements to the music of Steve Reich, który jest rozwinięciem jej wcześniejszej etiudy Violin Phase. Realizacja ta niezwykle oszczędna i bliska abstrakcji oraz późniejsza Rosas danst Rosas stały się dla niej początkiem międzynarodowej kariery. W 1983 zakłada zespół Rosas (Róże). W latach 1992–2007 była choreografką Opery Brukselskiej La Monnaie. W 1995 r. Rosas oraz La Monnaie wspólnie rozpoczęły projekt edukacyjny PARTS (Performing Arts Research and Training Studios), którego absolwenci uchodzą dziś za ważne postaci tańca współczesnego.

## Twórczość
Choreografie De Keersmaeker mają charakter tańca postmodernistycznego. Odchodzi w nich od relacji międzyludzkich i teatralności kierując się bardziej w stronę sztuk wizualnych i abstrakcji. Minimalne gesty oraz fizyczność to cechy główne jej tanecznych zainteresowań. Po spektaklu Rosas danst Rosas jest odbierana jako specjalistka od spraw kobiecych w tańcu współczesnym. Na jej artystyczny język składają się m.in. powtarzalność ruchów często inspirowanych codziennymi czynnościami, drobne gesty takie jak ruch głową czy poprawa ubioru.

### Spektakle
| - Cesena (2011) - En atendant (2010) - 3Abschied (2010) - The Song (2009) - Zeitung (2008) - Keeping Still (2007) - Steve Reich Evening (2007) - Bartók / Beethoven / Schönberg Repertory Evening II (2006) - D'un soir un jour (2006) - Raga for the Rainy Season / A Love Supreme (2005) - Desh (2005) - Kassandra – speaking in twelve voices (2004) - Bitches Brew / Tacoma Narrows (2003) - Once (2002), przy okazji Joan Baez in Concert, Part 2 - Repertory Evening I (2002) - (But If a Look Should) April Me (2002) - small hands (out of the lie of no) (2001) - Rain (2001) - In Real Time (2000) - I said I (1999) - With/for/by (1999) - Quartett (1999) | - Drumming (1998) - Mikrokosmos / Quattuor (1997) - Just Before (1997) - 3 Solos for Vincent Dunoyer (1997) - Woud, three movements to the music of Berg, Schönberg & Wagner (1996) - Erwartung / Verklärte Nacht (1995) - Amor constante, más allá de la muerte (1994) - Kinok (1994) - Toccata (1993) - Mozart / Concert Aria's Un moto di gioia (1992) - Erts (1992) - Achterland (1990) - Stella (1990) - Ottone Ottone (1988) - Mikrokosmos (1987) - Verkommenes Ufer/Medeamaterial/Landschaft mit Argonauten (1987) - Bartók / Aantekeningen (1986) - Elena's Aria (1984) - Rosas danst Rosas (1983) - Fase, four movements to the music of Steve Reich (1982) - Asch (1980) |